# Акт вбивства (фільм, 1948)
Акт вбивства (англ. An Act of Murder) — фільм нуар-режисера Майкла Гордона, який вийшов на екрани в 1948 році.
Фільм розповідає історію добропорядного судді Келвіна Кука (Фредрік Марч), який дізнається, що у його коханої дружини Кеті (Флоренс Елдрідж) неоперабельна пухлина мозку, яка приведе її до швидкої і болючою смерті. Приховавши за порадою лікарів правду від дружини, Келвін намагається зробити останні дні її життя якомога більш приємними. Коли він бачить, що Кеті стає все гірше, він вирішує загинути разом з дружиною, направляючи автомобіль з обриву. В результаті Келвін залишається живий, а дружина гине, після чого він приходить в прокуратуру, зізнаючись у її вбивстві. Однак в ході подальшого процесу адвокату Келвіна (Едмонд О'Брайен) вдається довести, що Флоренс померла ще до автоаварії, прийнявши смертельну дозу таблеток.
Фільм звернув увагу сміливою критикою, для свого часу, постановкою питань евтаназії і самогубства, а також сильної акторською грою Марча і Елдрідж, які були подружжям в реальному житті.
Фільм брав участі в конкурсній програмі Каннського кінофестивалю 1949 року.

## Сюжет
У невеликому містечку недалеко від Філадельфії, штат Пенсільванія, досвідчений і принциповий суддя Келвін Кук (Фредрік Марч) розглядає справу про вбивство. У своїй роботі він звик спиратися тільки на факти, й не приймає до уваги доводи адвоката Девіда Дугласа (Едмонд О'Брайен) про психічний стан його підзахисного,  в результаті виносячи у справі незаслужено суворий вирок. 
Еллі (Джеральдін Брукс), дочка Келвіна, яка вчиться на юриста, скаржиться матері Кеті (Флоренс Елдрідж) на суворість батька і його небажання враховувати людський фактор при винесенні вироку. Кеті, яка зайнята підготовкою вечора, присвяченого 20-річному ювілею свого весілля, каже, що знає Келвіна тільки як люблячого і улюбленого чоловіка і відмінного батька. Перед приходом гостей у Кеті починається сильний напад головного болю і запаморочення, який вона приховує від чоловіка і дочки. Увечері до Келвіна Кука приходять в гості їх найближчі друзі, серед яких авторитетний лікар-невролог Уолтер Моррісон (Стенлі Ріджес). Спіймавши момент, Кеті наодинці розповідає йому про свої симптоми, і він запрошує її на наступний день приїхати в його філадельфійську клініку, щоб пройти повне обстеження. Того ж вечора Еллі запрошує до хати Девіда Дугласа, з яким у неї серйозні стосунки. Незважаючи на те, що Кеті закликає чоловіка поважати вибір дочки, Келвін вступає в юридичну суперечку з Девідом, що захищає прогресивні методи здійснення правосуддя.
На наступний день у Філадельфії доктор Моррісон ретельно обстежує Кеті, після чого проводить консультації з провідними неврологами країни. Моррісон не повідомляє Кеті результатів обстеження, запрошуючи на наступний день до себе Келвіна. Доктор каже, що у Кеті виявлена неоперабельна пухлина мозку, від якої вона буде страждати все більше аж до смерті. Моррісон радить Келвін не псувати останні дні її життя і зберегти її хворобу в таємниці. На крайній випадок доктор дає Келвін пляшечку з сильнодіючими пігулками, які на час можуть послаблювати біль, проте попереджає, що перевищення встановленої дози може привести до смерті. Доктор Моррісон дає Келвіну рецепт і лист до лікарів на випадок, якщо буде потрібно звернутися за терміновою консультацією. Після повернення додому Келвін вирішує зробити останні дні дружини якомога більш приємними, і погоджується виконати її мрію і відправитися на морський курорт в Пенсільванії, де вони провели медовий місяць 20 років тому. Келвін і Кеті щасливо проводять день в парку розваг, проте до кінця вечора у Кеті починає крутиться голова, і Келвін змушений швидко повернутися з нею в готель. Бачачи біль і страждання дружини, він дає їй виписані лікарем таблетки, видаючи їх за аспірин. Кеті проте мучиться всю ніч, і вранці Келвін йде в місто, щоб проконсультуватися з лікарем Моррісоном по телефону. Коли Келвін виходить з телефонної будки, то бачить, як на дорозі автомобіль збиває собаку, і щоб припинити муки пораненого тварини, поліцейський вбиває його з пістолета. Під враженням від цієї сцени Келвін викидає пляшечку з сильнодіючими пігулками. Тим часом, під час відсутності чоловіка, Кеті знаходить в його валізі лист доктора Моррісона, з якого дізнається про свою смертельну хворобу і про таблетки. Коли Келвін повертається в номер, Кеті каже, що почувається значно краще, проте хотіла б негайно повернутися додому до Еллі. По дорозі стан Кеті значно погіршується. В дорозі машина ламається, і Келвін змушений в автомайстерні допомагати механіку з тим, щоб швидше зробити ремонт. Тим часом в кафе Кеті стає зовсім погано, і Келвін запитує у механіка, де знайти найближчу аптеку. Коли вони виїжджають на шосе, Кеті знову непритомніє. Не в силах більше виносити страждання дружини, Келвін на крутому повороті направляє машину з обриву, вона перевертається і розбивається.
Однак Келвін залишається живий, і, як тільки він знову починає самостійно ходити, то направляється в прокуратуру, де заявляє про те, що вбив свою дружину. Келвін відмовляється від адвоката, так як вважає свою провину у вбивстві очевидною. Проте, на суді на прохання Еллі і за згодою головуючого судді Огдена (Джон Макінтайр) Девід береться захищати Келвіна. Спочатку він намагається довести, що Келвін скоїв злочин як акт милосердя, бажаючи позбавити дружину від болісної смерті. Девід також підкреслює ту обставину, що протягом кількох останніх днів Келвін важко переживав хворобливий стан дружини, що важко відбилося на його психічному стані. Нарешті, Девід вимагає провести аутопсію Кеті, щоб встановити точну причину її смерті. Результати аутопсії показали, що Кеті на момент аварії вже була мертва, і померла вона не від пухлини мозку, а в результаті передозування препарату виписаного лікарем Моррісоном. Девід знаходить свідків, які підтверджують, що в кафе у автомайстерні Кеті самостійно прийняла ті самі таблетки. Після цих показань суддя Огден за згодою прокурора знімає з Келвіна звинувачення у вбивстві і звільняє його. У своєму останньому слові він говорить про те, що юридично Келвін не винен. Проте, Келвін дуже добре розумів, що те, що він хотів зробити, було неправильно, і тому він повинен вважати себе морально винним. У своєму останньому слові Келвін каже, що багато чого переосмислив, і тепер розуміє, що може бути і навпаки — людина може бути винна згідно фактам, але при цьому бути невинна в моральному плані. Надалі, якщо він залишиться суддею, Келвін зобов'язується судити не тільки на основі фактів, а й серцем.

## У ролях
- Фредрік Марч — суддя Келвін Кук
- Едмонд О'Браєн — Девід Дуглас
- Флоренс Елдрідж — Кеті Кук
- Джеральдін Брукс — Еллі Кук
- Стенлі Ріджес — доктор Уолтер Моррісон
- Джон Макінтайр — суддя Огден
- Фредерік Тозер — Чарльз Дейтон
- Уїлл Райт — суддя Джим Уайлдер
- Вірджинія Бріссак — місіс Расселл
- Френсіс Макдональд — містер Расселл
- Мері Сервосс — Джулія
- Дон Беддоу — Пірсон
- Кларенс Мьюз — містер Поуп

## Творці фільму і виконавці головних ролей
На рубежі 1940-1950-х років режисер Майкл Гордон поставив деякі зі своїх найбільш пам'ятних фільмів, серед них фільми нуар Павутина (1947), Леді грає в азартні ігри (1949) і Жінка в бігах (1950), мелодрама За лісами (1948) і комедія Сірано де Бержерак (1950)  .
Фредрік Марч був удостоєний премій «Оскар» як кращий актор в головній ролі за фільми Доктор Джекілл і містер Хайд (1931) і Кращі роки нашого життя (1947), Крім того, він номінувався на «Оскар» за ролі у фільмах Королівська сім'я Бродвею (1930), «Зірка народилася» (1937) і «Смерть комівояжера» (1951)  .
Серед майже 20 фільмів Флоренс Елдрідж найбільш значущими були Історія Темпл Дрейк (1933), Знедолені (1935), За лісами (1948) і Буря пожеш (1960), при цьому в трьох останніх фільмах головні ролі грав її чоловік Фредрік Марч. Що ж стосується фільму «За лісами», то крім Елдрідж і Марча в ньому знімався також Едмонд О'Брайен, а режисером був Майкл Гордон .
Едмонд О'Брайен завоював «Оскар» за роль другого плану у фільмі Босонога графиня (1954) і був номінований на «Оскар» за фільм «Сім днів в травні» (1964)  . За свою кар'єру актор зіграв у 17 фільмах нуар, серед них такі значущі стрічки, як Вбивці (1946), Павутина (1947), Біле каління (1949), Мертвий після прибуття (1949) і  Автостопщик (1953) .
На рубежі 1940-1950-х років Джеральдін Брукс зіграла в деяких найбільш значущих своїх картинах, серед яких Одержима (1947), Хибна тривога (1947), Момент нерозсудливості (1949) і Зелена рукавичка (1952)  .

## Історія створення фільму
Робочими назвами фільму були «Дружина судді» (англ. The Judge’s Wife), «Я являюсь обвинуваченим» (англ. I Stand Accused) і «Справа проти Келвіна Кука» (англ. The Case Against Calvin Cooke). Фільм був захищений авторським правом під назвою «Живи сьогодні заради завтра» (англ. Live Today for Tomorrow), і під цією ж назвою він фігурував в першій рецензії «Нью-Йорк таймс». Однак в більшості наступних джерел фільм фігурував вже під назвою «Акт вбивства» .
В основу картини покладено роман Ернста Лотара (англ. Ernst Lothar) «Жорна Господні» (англ. The Mills of God) (Лондон, 1935)  .
Це був другий фільм, в якому Фредрік Марч і Флоренс Елдрідж, чоловік і дружина в реальному житті, зіграли на екрані подружню пару  .

## Тематика фільму
Як написав історик кіно Девід Стеррі, під час повоєнного буму на соціально значущі фільми Голлівуд виробляв фільми на багато складних тем. Серед них «одним з найбільш сміливих і незвичайних фільмів була ця драма на тему евтаназії». Спочатку фільм вийшов під назвою «Живи сьогодні заради завтра», однак закріпилася потім назву «Акт вбивства» більш точно підходить фільму, вказуючи на юридичну неоднозначність між «актом милосердя» і «актом убивства» .
Як далі пише Стеррі, в останні десятиліття Голлівуд розглядав тему евтаназії в безлічі фільмів, серед них такі картини, як Крихітка на мільйон доларів (2004) Клінта Іствуда і Чиє це життя, врешті-решт?(1981)  Джона Бедем. Однак в 1948 році цензори Виробничого Кодексу зі своїми консервативними етичними цінностями все ще здійснювали жорсткий контроль над студіями. І хоча вбивство з милосердя не було конкретно згадано в Кодексі, цензори вважали, що це просто замасковане вбивство, а це означало, що «до нього можна ставитися тільки через повагу до загально визнаних моральних норм» .
Крім цього, фільм також зачіпає тему самогубства, яке як Келвін, так і Кеті розглядають як вихід зі свого тяжкого становища.
На той час, самогубство не було конкретно юридично описане, тому для студій  потрібна була крайня обережність, коли за сценарієм персонаж повинен був накласти на себе руки.
У цьому питанні фільм, також, намагається вийти за встановлені межі, роблячи самогубство ключовим елементом кульмінаційної частини історії фільму. 

## Оцінка фільму критикою
Девід Стеррі високо оцінив картину, назвавши її «розумною і чуттєвої драмою з першокласним акторським складом» . Як зазначає кінознавець, «фільм правдоподібний, захоплюючий і розумний. У більшості випадків заслуга в цьому належить приголомшливим акторам, які наповнюють його життям. Марч надає своєму персонажу переконаність і гідність, роблячи його цікавим і чуйним, навіть коли він упертий або догматичний. Елдрідж цілком переконлива в фізично і психологічно складної ролі Кеті, а О'Брайен робить Девіда здатним противником для судді і приємним нареченим для дочки судді. Похвали заслуговує також Джон Макінтайр в ролі розумного і відповідального судді, який головує на засіданнях у фіналі картини» . Разом з тим, Стеррітт звертає увагу і на деякі недоліки фільму, зокрема, на численні випадковості і збіги в розвитку сюжету, а також на фінал, який «є хрестоматійним прикладом того, що стародавні греки називали "Бог з машини", дозволяючи глибокі моральні проблеми історії за допомогою дуже зручного сюжетного повороту». 
Також, ймовірно, щоб заспокоїти юридичні аспекти фільму, введена «надихаюча» заключна промова судді, яка «неминуче і передбачувано доводить, що суддя діяв чесно, а тепер усвідомив, що мотиви і наміри мають таке ж значення, як і буква закону». Як на закінчення вказує критик, фільм, звичайно, «менш відвертий і переконливий, ніж він міг би бути, якби його зробили 20 років тому, але його сміливість по стандартам свого часу просто чудова. Він також дуже хороший як сімейна драма, як судова драма і як історія про простих людей, які намагаються впоратися зі своїми екстраординарними проблемами найкращим чином.
Історик кіно Том Вінер написав, що «незважаючи на те, що фільм досить очевидний в драматичному плані, та все одно потужний твір, хоча б завдяки сміливості в поводженні з темою, яка через 50 років після його виходу залишається табу для більшості американців». 
За словами критика, Марч і Елдрідж «знялися разом у кількох фільмах, але жоден з них не був так сильно зосереджений на них, і вони дивно правдоподібні як пара, навічно віддана один одному» . 
Як зазначено в рецензії журналу TV Guide, «в розкритті делікатної теми картини, як Марч, так і Елдрідж, а також О'Брайен демонструють чудову гру» . На думку Майкла Кіні, «видатна гра (особливо з боку Марча і Елдрідж в ролі люблячої пари), а також розумний, ретельно прописаний сценарій роблять цей жалісний нуар фільмом, який ви не захочете пропустити» .